# CFBDSIR 2149-0403
CFBDSIR 2149-0403 (désignation complète CFBDSIR J214947.2-040308.9) est un corps céleste 4 à 15 fois plus massif que Jupiter et présentant une température superficielle entre 370  et   470 °C. Il s'agirait d'un objet libre de masse planétaire du fait qu'il n'orbite pas autour d'une étoile, ou d'une sous-naine brune.
Selon sa position ainsi que son mouvement propre, elle ferait partie (avec une probabilité de 87 %) du groupe mouvant de AB Doradus. Sa distance par rapport à la Terre serait d'environ 130 ± 13 années-lumière et son âge est estimé entre 20 et 200 millions d'années.

## Découverte

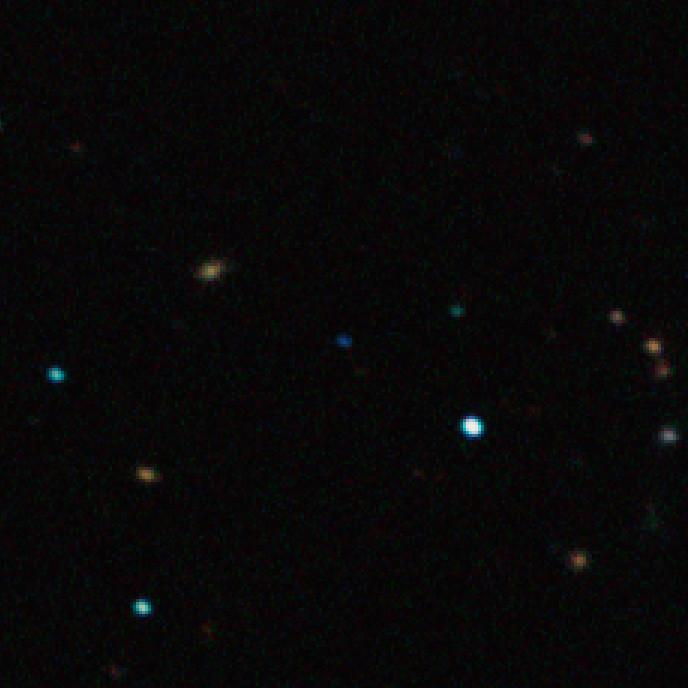
Photographie en IR de CFBDSIR J214947.2-040308.9 (petit point bleu au centre) prise par l'instrument SOFI du New Technology Telescope de l'observatoire de La Silla.

CFBDSIR 2149-0403 a été découverte le 14 novembre 2012 par des chercheurs du CRAQ et du LAOG à l'aide du télescope Canada-France-Hawaï et du VLT de l'Observatoire européen austral (ESO). Cet objet de masse planétaire est le plus proche du système solaire et est également la première planète interstellaire aussi froide et aussi jeune à avoir été découverte,. 
L'absence d'étoile brillante à proximité de cette exoplanète permet d'étudier son atmosphère en détail. Les observations spectroscopiques ont ainsi décelé des absorptions gazeuses du méthane et de l'eau.

## Citations
- « Ce type de planète aussi froid et aussi jeune, bien que connue des théoriciens, n'avait jamais été encore observée à ce jour. Cet objet est aussi l'objet de masse planétaire le plus près de notre système solaire jamais découvert. »[3] Étienne Artigau, astrophysicien à l'UdeM, 14 novembre 2012.
- « Ce groupe [AB Doradus] a la particularité d'être composé d'une trentaine d'étoiles possédant toutes le même âge, formées des mêmes composantes, et se déplaçant ensemble dans l'espace. Le lien entre la planète et AB Doradus a donc permis d'en déduire son âge et la classer comme planète. »[3] Lison Malo, étudiante au doctorat au Département de physique de l'UdeM, 14 novembre 2012.
- « Cet objet a été trouvé dans le cadre d'un relevé qui a couvert l'équivalent de 1000 fois la surface de la pleine lune. On a observé des centaines de millions d'étoiles et de planètes... et nous n'avons trouvé qu'une seule planète errante tout près de nous. Ces objets ne sont pas nécessairement rares, mais nous ne voyons que ceux qui sont tout près de nous et il nous faut les trouver parmi un nombre astronomique de sources plus distantes. C'est comme chercher une seule aiguille dans des milliers de bottes de foin. »[3] Étienne Artigau, astrophysicien à l'UdeM, 14 novembre 2012.